# Batteries d'artilleries de Pordic et d'Étables-sur-Mer
Les batteries d'artilleries de Pordic et d'Étables-sur-Mer sont un ensemble de plusieurs casemates positionnées sur deux positions différentes dans les communes de Pordic et Étables-sur-Mer dans les Côtes-d'Armor. Elles ont toutes été construites entre 1940 à 1944.
Ces deux positions sont classées comme Heeresküstenbatterie (batterie côtière de l'armée).
Une troisième position, située à Binic, a été construite et utilisée par l'armée allemande afin de servir comme poste d'observation sur la côte et ainsi, donnait les informations à suivre aux bunkers d'artilleries.

## Historique

### Contexte
Le 18 juin 1940, la Wehrmacht (armée allemande du Troisième Reich) entre dans la ville de Rennes, puis le 19 juin c'est au tour de Saint-Brieuc. Les communes de Pordic et Étables-sur-Mer sont probablements occupées le même jour.
Durant la Seconde Guerre mondiale, les Allemands construisent, quelque temps après leur arrivée dans les communes, des ouvrages militaires fortifiés sur la côte et dans les terres, sous maîtrise d'ouvrage de l'Organisation Todt faisant partie du mur de l'Atlantique, qu'ils nomment sur trois positions :
- Wn Po 10, entre les hameaux du Vaudic et de Bourgneuf, au Nord de la commune de Pordic[2] ;
- Wn Po 11, au l'entrée du port du Binic[3] ;
- Wn Po 12, près du hameau de La Villemain, au Sud-Ouest de la commune d'Étables-sur-Mer[4].

Wn est l'abréviation de Widerstandsnest (nid de résistance), Po pour le secteur de Pontrieux et les chiffres pour le numéro du secteur ; ils sont donc à suivre d'Est à l'Ouest. La plupart de ces infrastructures sont toujours présentes.

### Après 1944
À l'heure actuelle, aucune étude des lieux a été officiellement effectuée.

## Description
Ce secteur est divisé en trois positions différentes. 
La position de Pordic, dénommée Wn Po 10, est classée comme Heeresküstenbatterie (batterie côtière de l'armée) — ou comme batterie d'artillerie divisionnaire —, ce trouvant en l'arrière pays sans avoir de visuel sur la mer. Elle est située à environ 2 km des côtes les plus proches. Elle dispose de quatre bunkers de combat ainsi que d'un petit local semi-enterré pour securisé des câbles téléphonique.
La position d'Étables-sur-Mer, dénommée Wn Po 12, est également classée comme Heeresküstenbatterie. Elle est située à environ 3 km des côtes les plus proches. Elle dispose de deux bunkers de combat.
La position de Binic, dénommée Wn Po 11, dispose d'un poste de d'observation et d'un tunnel. Elle ce situe sur la côte, près de la plage de l'avant-port, avec un visuel vers la mer.
La communication se faisait via téléphone par des fils enterrés à des profondeurs variant entre 0,5 m et 2 m selon l'exposition aux bombes.

### Les bunkers de tirs

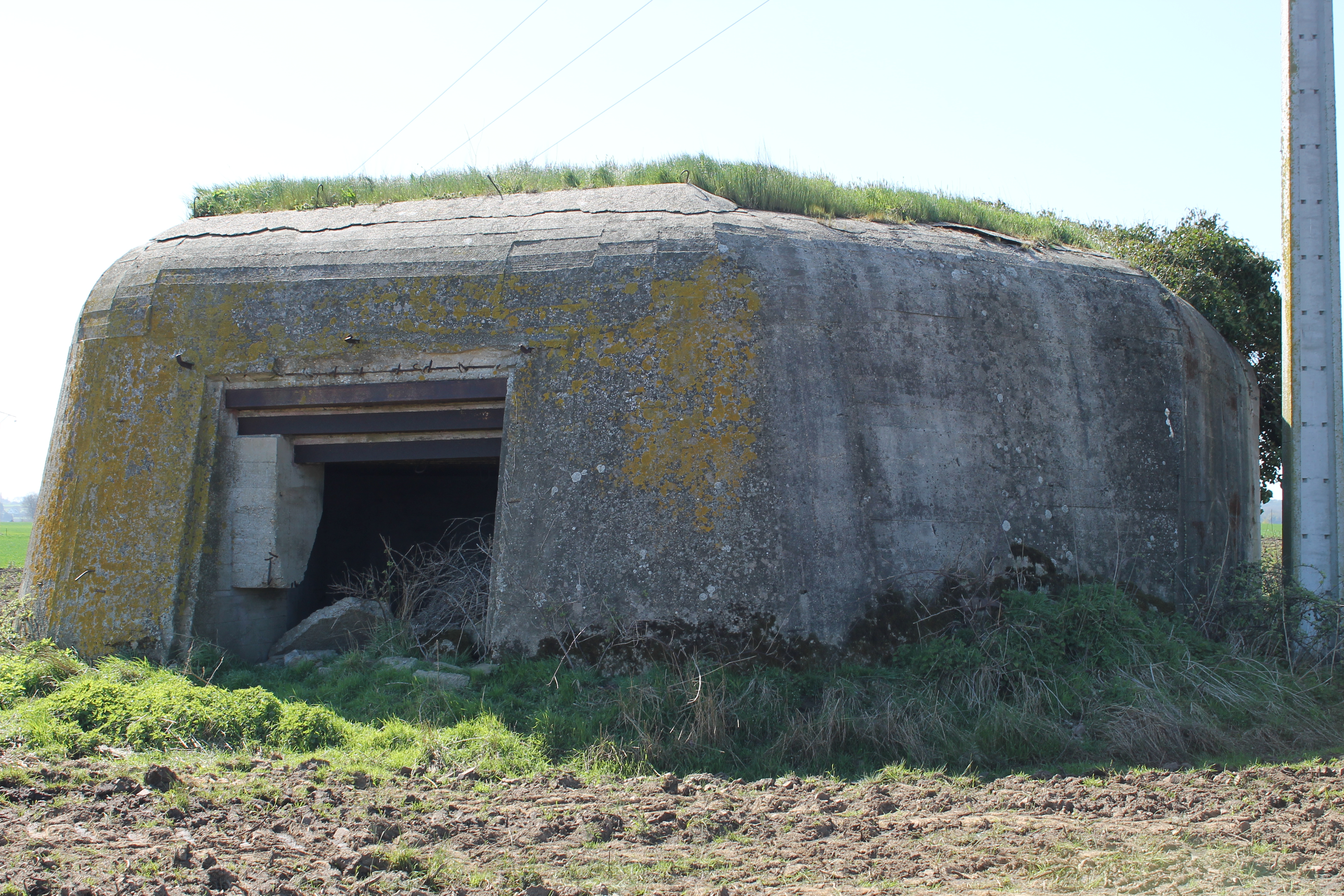
Bunker n°4 de la batterie de Pordic.

La position Po 10 dispose principalement de quatre casemates identique, de type Regelbau 669. Leurs missions étaient de servir d'abri pour des canon Schneider de 155 mm et leurs munitions. Deux d'entre eux avaient pour objectif de couvrir le secteur du Sud de Binic située à environ 2 km à vol d'oiseau. Les deux autres étaient pour sécuriser le secteur de la pointe de Pordic au Nord-Est de la commune, située entre 4 et 6 km, à l'Ouest de la plage des Rosaires et la position Wn Po 09,,.
La position Po 12 dispose également de casemates de type Regelbau 669, identique au secteur de Pordic. Au nombre de deux, ils avaient pour objectif de couvrir le secteur de la plage des Godelins et le Nord de Binic située à environ 3 km à vol d'oiseau.
Le rayon d'action de chaque canon dans les bunkers était contraint à un angle de 60°. Chacun d'eux avait alors des inscriptions aux murs permettant d'avoir l'azimut. Par exemple, le Regelbau 669 n°2 de Pordic, ayant son angle de tir vers Binic Sud, avait les indications « Mhr 300 » et « Wgr 766 ».

### Le bunker d'observation et le tunnel

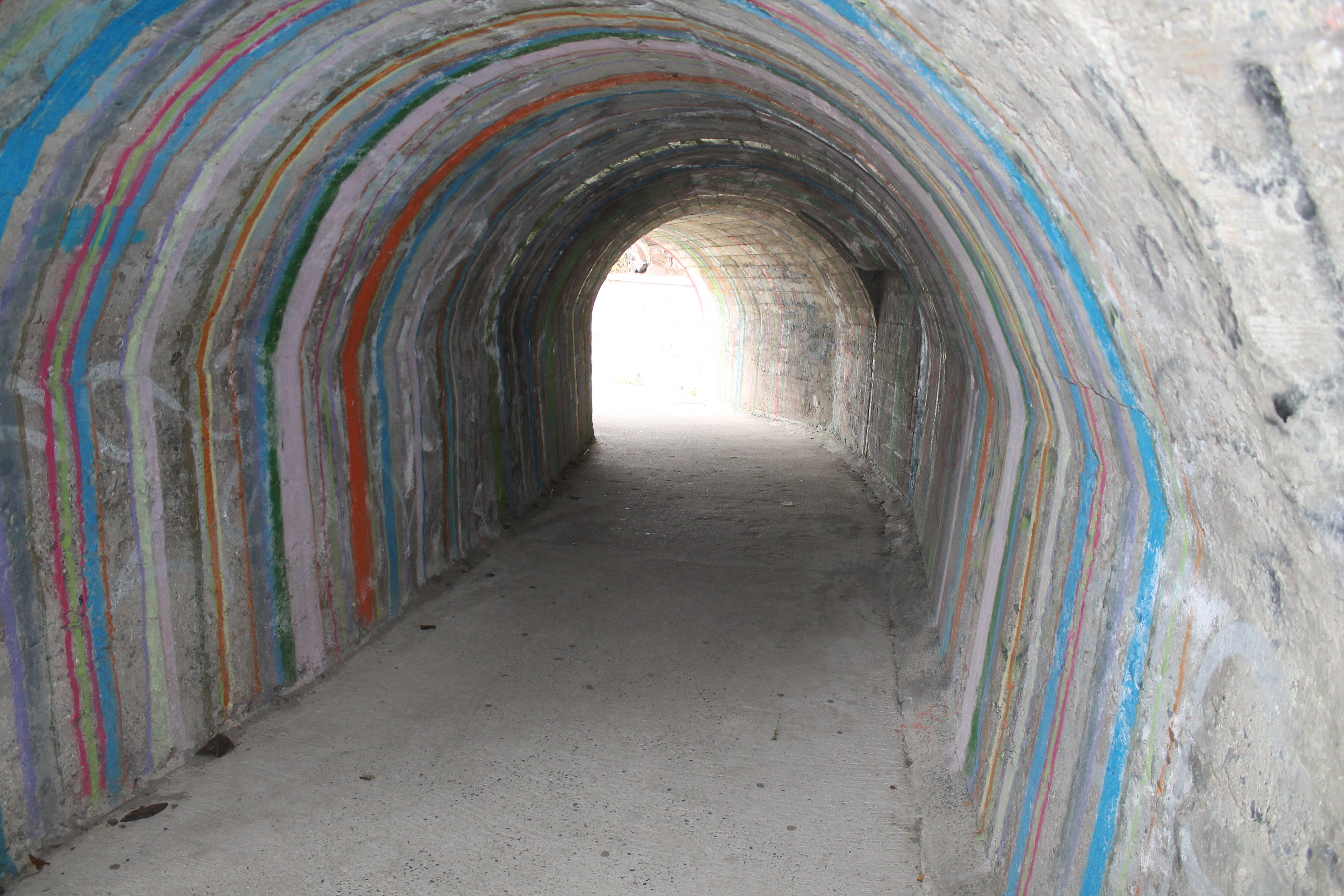
Tunnel de Binic.

Le secteur Wn Po 11 situé à Binic dispose d'un poste d'observation ayant un visuel sur la côte et ainsi, donnait les informations à suivre aux bunkers d'artilleries. Celui-ci est de type VF Lichtsprechgerät. VF pour Verstärkt feldmässiger Ausbau (casemates dite « de campagne renforcée ») et Lichtsprechgerät pour la posibilité d'y installer à l'intérieur la Lichtsprechgerät 80 (téléphonie légère modulée ou transmission sans fil). Celui-ci est toujours présent mais difficilement visible au cause de la forte végétation présente.
La position Po 11 dispose également d'un tunnel qui permettait de relier la plage de l'avant port au quai, mais également au poste d'observation. Il est toujours utilisé de nos jours,.

### Autres casemates et local

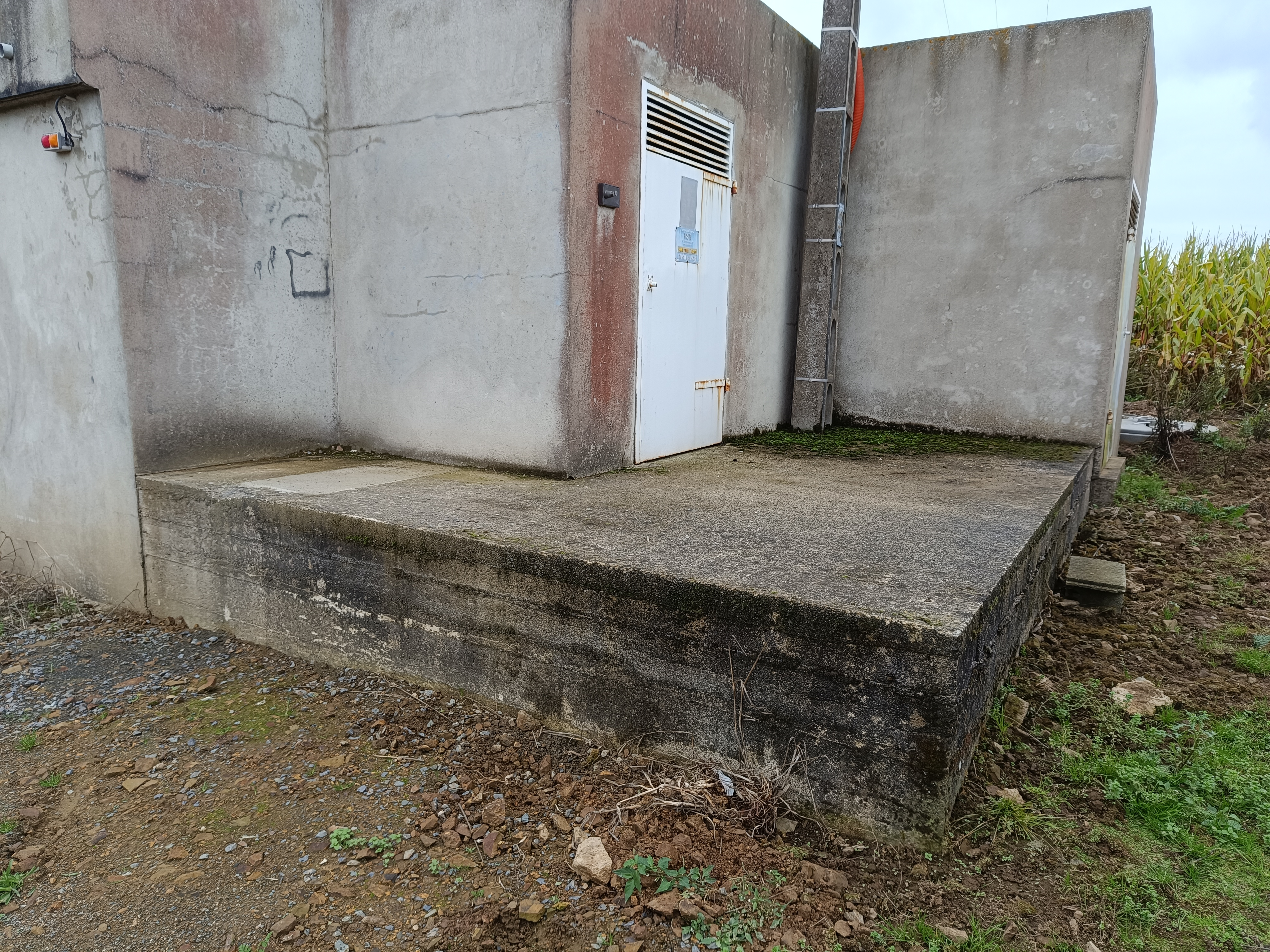
Dalle du Kabelbrunnen, réutilisé par la suite par EDF.

Les quatre Regelbau 669 de Pordic disposaient d'une ligne téléphonique qui était relier localement aux autres lignes des autres bunkers voisins, et de surcroît relier ce faisceau de lignes à un réseau distant qui se branchait sur le réseau principal régional en direction des différents postes de contrôle.
Le branchement local des quatre bunkers de la position Wn Po 10 se faisaient dans un puits à câbles téléphonique (Kabelbrunnen - KB), situé 300 m du Regelbau 669 le plus au Nord, près du hameau de la Ville au Doré. Ces petits locaux d'environ 1,5 m2 (modèle de base) avait des murs en béton de 0,4 m d'épaisseur quand ils étaient enfouis et parfois de 0,8 m d'épaisseur quand ils étaient en surface pour une hauteur intérieure de 1,9 m environ. Celui de la batterie d'artillerie de Pordic est partiellement enterré et est aujourd'hui réutilisé par EDF.